# Болцано Новарезе
Болца̀но Новарѐзе (на италиански: Bolzano Novarese; на пиемонтски: Bolsan, Болсан, на местен диалект: Bulzan, Бюлдзан) е село и община в Северна Италия, провинция Новара, регион Пиемонт. Разположено е на 400 m надморска височина. Населението на общината е 1190 души (към 2013 г.).